# Judy Norton-Taylor
Judy Norton-Taylor est une actrice américaine née le 29 janvier 1958 à Santa Monica, Californie (États-Unis). Elle est membre de la scientologie.

## Filmographie
- 1967 : Hotel : Fille
- 1971 : The Homecoming: A Christmas Story (TV) : Mary Ellen
- 1979 : Valentine (TV) : Elizabeth
- 1982 : A Wedding on Walton's Mountain (TV) : Mary Ellen
- 1982 : Mother's Day on Waltons Mountain (TV) : Mary Ellen Walton
- 1982 : A Day for Thanks on Walton's Mountain (TV) : Mary Ellen
- 1993 : A Walton Thanksgiving Reunion (TV) : Mary Ellen
- 1995 : A Walton Wedding (TV) : Mary Ellen
- 1997 : The Lost Daughter (TV) : Anne-Marie McCracken
- 1997 : A Walton Easter (TV) : Mary Ellen Walton Jones
- 1998 : Courrier explosif (The Inspectors) (TV) : Jane Carrigan
- 1998 : Stargate SG-1 (La Tête à l'Envers S2E02) : Talia de la planète Nasya
- 1999 : A Twist of Faith : Doctor Rathmaran